# آندرئاس کورنلیوس
آندرئاس اوالد کورنلیوس (دانمارکی: Andreas Evald Cornelius؛ زادهٔ ۱۶ مارس ۱۹۹۳) بازیکن فوتبال اهل دانمارک است.
از باشگاه‌هایی که در آن بازی کرده‌است می‌توان به کپنهاگن، کاردیف سیتی، آتالانتا، بوردو و پارما اشاره کرد.
وی همچنین در تیم ملی فوتبال دانمارک بازی کرده‌است.